# Symbolyc One
Pour les articles homonymes, voir S1.
Symbolyc One, ou S1, de son vrai nom Larry Griffin Jr., né le 3 août 1976 à Waco au Texas, est un producteur américain.

## Biographie
Larry D. Griffin Jr est né le 3 août 1976 à Waco au Texas. Enfant, il découvre les vieilles chansons que ses parents écoutent sur leur platines. Vers l'âge de 10 ans, il apprend alors à jouer du Saxophone alto et du piano. Étant catholique, il joue du piano le dimanche dans son église. Au milieu des années 1990, il forme un groupe de hip-hop avec son cousin, Myth, et s'essaie à la composition et la production. En 1999, il décroche un Associate degree en science appliquée en ingénierie du son et développe ses connaissances.
Il collabore avec Kanye West pour sa chanson Power issue de l'album récompensé d'un Grammy My Beautiful Dark Twisted Fantasy, et Beyoncé pour sa chanson Best Thing I Never Had issue de son album 4, toutes les deux certifiées disque de platine,. Il travaille aussi sur les albums Yeezus et Watch the Throne de West, un projet conjoint avec Jay-Z.
En 2007, S1 commence à concourir dans des compétitions de production sur le sol américain (I-Standard, Red Bull Big Tune & Sha Money’s One Stop Shop). Grâce à cela, il se fait repérer par des majors. Dès lors, il rencontre de grands noms du rap et du R'n'B. En 2010, il coproduit notamment le tube "Power" de Kanye West, nommée aux Grammy Awards 2011.

## Discographie

### Album studio
- 2008 : The Music Box

### Albums collaboratifs
- 2002 : From Divine (avec Strange Fruit Project)
- 2004 : Soul Travelin' (avec Strange Fruit Project)
- 2006 : The Healing (avec Strange Fruit Project)
- 2009 : M.A.S.K. (Making Art Sound Kool) EP (avec Strange Fruit Project)
- 2011 : A Dreamer's Journey (avec Strange Fruit Project)

### Autres
- 2006 : The Art of Onemind (avec Illmind)
- 2009 : Cloud Nineteen (avec Braille)

### Productions
- 2002 : Strange Fruit Project - Feel, Stand Up, A Place, Ooh Wee, Waitin', Clap Yo Hands, Aquatic Groove, In the Garden, Keep It Moving, Tropical Rum, Maintain (Liquid Soul Mix), Hypnotix, The Night/Outro, Form Divine (sur l'album From Divine)
- 2004 : Strange Fruit Project - Intro, Luv Is, The Dotted Line, Cloud Nine, All the Way, Move, Honey, Oh Yeah, Recreate, Soul Travelin, Oxygen, Remember My Face, Strange, Speed Bump, Gotta Lotta, In the Sun, Long Way (sur l'album Soul Travelin')
- 2005 : Ghostface Killah & Trife da God  : Milk Em (Strange Fruit Project Version)
- 2005 : Symbolyc One & Illmind - Art of Onemind (Intro) (coproduit Illmind), Neva Gone Change (featuring Supastition), Hush (featuring Deloach, Myone & Kay), Blue Notes (featuring Free Agents, Oneself & Myone), Night Like This (featuring Darien Brockington & Big Pooh), The Groove (featuring Organic Thoughts), Onemind (featuring El Da Sensei & Chip Fu), Guilty Pleasures (featuring Ken Starr & Thesis) (sur l'album The Art of Onemind)
- 2006 : Strange Fruit Project - The Healing  : Intro, Ready Forum, Under Pressure, Good Times, Cali Cruisin' (featuring Deloach & Bavu), Parachutes (featuring Thesis), God Is (featuring Darien Brockington & Yahzarah), After The Healing... (featuring Verbal Seed, K-otix, Tahiti, Skotch & Kay)
- 2007 : Strange Fruit Project - Underclassmen, Through The Lane (bande originale du jeu vidéo College Hoops 2K8)
- 2007 : Yolanda Johnson - Intervention (featuring T3) sur Meta Music Recordings Presents Soulsicle Vol. 1
- 2008 : Symbolyc One - The Music Box
- 2008 : Tanya Morgan - Tanya Likes Girls (sur l'album Brooklynati)
- 2008 : Spider Loc - Betta Believe It (featuring Kartoon & Mr. Fab) (sur Connected 4)
- 2008 : Stacy Epps - Heaven (featuring Bilal Salaam) (sur l'album The Awakening)
- 2009 : Juice - I Am Legend (featuring Ya Boy), Diamonds (featuring Don Cannon), It Is What It Is (featuring The Counsel) (sur l'album Position of Power)
- 2009 : Juice - I Luv It
- 2009 : Speech - The Grown Folks Table : Start Spreading the News (featuring Chali 2na & Jahi)
- 2009 : Symbolyc One - Still Underrated Mixtape: Volume 1 : Supa Fly (featuring Inspectah Deck & Blu), I Get Money (featuring Young Buck & Vohnbeatz), Diamonds (featuring Nipsey Hussle)
- 2009 : Strange Fruit Project - M.A.S.K. (Making Art Sound Kool) : M.A.S.K. Intro (coproduit par Caleb), Sepia Tone, Day by Day (featuring Supastition), Fresh for Life (coproduit par Caleb), Sunrays (With Me), Why Does Summer Have to End (coproduit par Caleb)
- 2009 : SFDK - Siempre Fuertes 2  : Crisis, S.E.V.I.L.L.A. (coproduit par Caleb)
- 2009 : Supastition - Splitting Image : Splitting Image (Neenah)
- 2009 : Symbolyc One & Braille - Cloud Nineteen
- 2010 : Kanye West - My Beautiful Dark Twisted Fantasy : Power (coproduit avec Kanye West)
- 2010 : Rhymefest - El Che  : Say Wassup (featuring Phonte) (coproduit par Caleb) , How High (featuring Little Brother & Darien Brockington) (coproduit par Caleb), ChocolatesOne Hand Push Up
- 2010 : Little Brother - Leftback - After the Party (S1 & Caleb's Who Shot JR Ewing Remix) (featuring Carlitta Durand) (coproduit par Caleb)
- 2010 : Stat Quo - Statlanta : Alright (coproduit avec Caleb)
- 2010 : Yahzarah - The Ballad of Purple St. James : Strike Up the Band (coproduit avec Caleb)
- 2010 : Strange Fruit Project - A Dreamer's Journey
- 2010 : Laws - 5:01 Overtime : So Nice (featuring Jason Caesar) (coproduit avec Caleb)
- 2011 : Beyoncé - 4  : Best Thing I Never Had (produit avec Babyface, Caleb, Antonio Dixon, Beyoncé, Shea Taylor)
- 2011 : Median - The Sender : Turn Ya On (featuring Phonte & Big Remo)
- 2011 : Phonte - Charity Starts At Home  : Gonna Be A Beautiful Night (featuring Carlitta Durand) (coproduit avec Caleb)
- 2011 : Jay-Z & Kanye West - Watch the Throne : Murder to Excellence (coproduit avec Swizz Beatz)
- 2011 : Talib Kweli - Gutter Rainbows  : Mr. International (featuring Nigel Hall), Wait for You (featuring Kendra Ross)
- 2011 : Juice - American Me - Nothing In This World
- 2012 : Lecrae - Church Clothes : The Price of Life (featuring Andy Mineo & Co Campbell)
- 2012 : Xzibit - Napalm  : Stand Tall  (featuring Slim the Mobster) (coproduit par M-Phazes), Meaning of Life
- 2012 : 50 Cent - Street King Immortal : My Life (featuring Eminem & Adam Levine)
- 2012 : The Game - Jesus Piece : Blood Diamonds  (titre bonus édition deluxe) (coproduit par J Rhodes & Greg Fears)
- 2013 : Eminem - The Marshall Mathers LP 2 : Bad Guy